# Lorch (Württemberg)
Die Stadt Lorch liegt im oberen Remstal im Ostalbkreis (Baden-Württemberg). Sie gehört zur Region Ostwürttemberg und zur Randzone der europäischen Metropolregion Stuttgart.

## Geographie

### Geographische Lage
Lorch liegt im Tal der Rems, eines rechten Nebenflusses des Neckars zwischen Schwäbisch Gmünd im Osten und Schorndorf im Westen. Nördlich von Lorch liegt der Schwäbisch-Fränkische Wald und südlich die Schwäbische Alb. Lorch ist Mitgliedsgemeinde des Naturparks Schwäbisch-Fränkischer Wald.

### Nachbargemeinden
An das Gebiet Lorchs grenzen im Norden Alfdorf, im Osten Schwäbisch Gmünd, im Süden Wäschenbeuren und Börtlingen und im Westen Plüderhausen.

### Stadtgliederung
Zur Stadt Lorch mit der ehemals selbstständigen Gemeinde Waldhausen gehören neben Lorch 35 weitere Dörfer, Weiler, Höfe und Häuser. Zur Stadt Lorch in den Grenzen vom 31. Dezember 1971 gehören die Stadt Lorch, die Weiler Bruck, Klotzenhof, Metzelhof, Oberkirneck, Schnellhöfle, Strauben und Unterkirneck, die Höfe Hetzenhof, Maierhof im Remstal, Reichenhof, Sägreinhof, Schafhaus, Schwefelhütte, Trudelhöfle und Ziegelhütte und die Häuser Brucker Sägmühle, Edenhof, Götzenmühle, Hohenlinde, Hollenhof, Kloster Lorch, Muckensee, Seemühle, Wachthaus und Walkersbacher Tal sowie die abgegangene Ortschaft Schweizermühle. Zur ehemaligen Gemeinde Waldhausen gehören das Dorf Waldhausen, die Weiler Rattenharz, Vogelhof, Weitmars und die Häuser Elisabethenberg, Erlenhof, Pulzhof, Waldhäuser Mühle, Walkersmühle und Weitmarser Sägmühle sowie die abgegangenen Ortschaften Marbächle (möglicherweise in Rattenharz aufgegangen) und Wursthof.
Zum Stand 2018 ist Lorch in die fünf Stadtteile Kirneck (422 Einwohner), Lorch (6701 Einwohner), Rattenharz (239 Einwohner), Waldhausen (2668 Einwohner) und Weitmars (1023 Einwohner) gegliedert.

### Flächenaufteilung
Nach Daten des Statistischen Landesamtes, Stand 2014.

## Geschichte

### Römerzeit

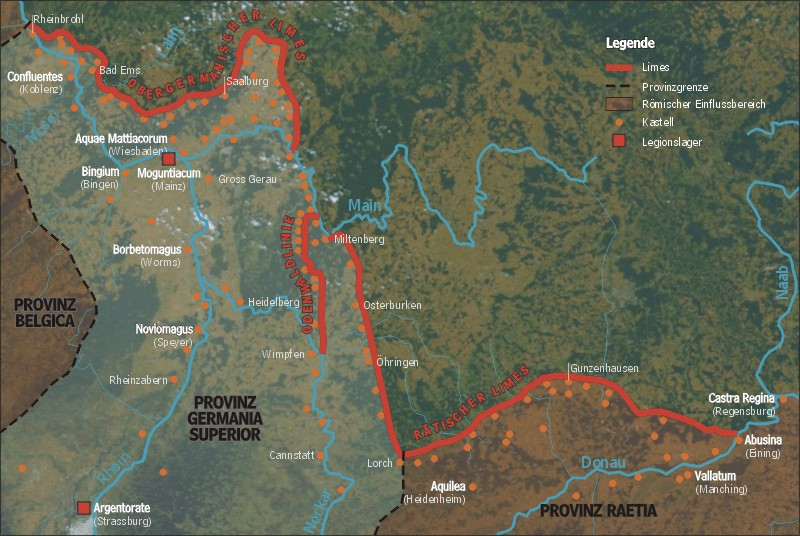
Lage Lorchs am Obergermanisch-Raetischen Limes

Das Römische Reich verschob unter Kaiser Augustus kurz vor der Zeitenwende (15 v. Chr.) seinen Machtbereich nach Norden über die Alpen in die Räume der heutigen Schweiz, Süddeutschlands und Österreichs. Zunächst bildeten die obere Donau und der Hochrhein die Reichsgrenze. Etwa 100 Jahre später eigneten sich die Römer das von ihnen so genannte Dekumatenland und damit das Gebiet von Lorch an. Die beiden Provinzen Raetia (Rätien) und Germania superior (Obergermanien) wurden eingerichtet. Die neue Außengrenze des Reiches wurde nach Norden und Osten verlegt und markiert. Im Laufe der Jahrzehnte wurde diese neue Grenze immer stärker gesichert. Der Obergermanisch-Raetische Limes entstand. Dabei trafen die Ostgrenze Obergermaniens und die Nordgrenze Rätiens, die zugleich Außengrenze des römischen Reiches waren, in einem Limesknie genannten Knick zwischen den heutigen Städten Lorch und Schwäbisch Gmünd zusammen.
Das Kastell Lorch wurde unter Kaiser Antoninus Pius (Regentschaft 138–161 n. Chr.) als Kohortenkastell zur Sicherung des Limes eingerichtet. Es war das südlichste Kastell des Obergermanischen Limes; östlich schloss sich der Raetische Limes an. Das Zentrum des Kastells lag auf dem Hof der heutigen evangelischen Stadtkirche, die Seiten des Kastells waren rund 150 bis 160 Meter lang. Dem Kastell schloss sich eine Zivilsiedlung (vicus) an, die sich auf ungefähr einem Kilometer entlang der durch das Remstal geführten römischen Fernstraße entwickelte. Die damals strategisch wichtige Straße führte von Augsburg (Augusta Vindelicum) über das heutige Bad Cannstatt nach Mainz (Mogontiacum).
Der Name Lorchs zur römischen Zeit ist nicht gesichert; oft wird Lauriacum angenommen aufgrund der mittelalterlichen Bezeichnung und durch Analogieschluss mit dem heute ebenfalls Lorch heißenden Lauriacum in Oberösterreich. Zwischen 260 und 268 gaben die Römer unter dem Druck der Alamannen den Nordwestteil Raetiens und den Ostteil Obergermaniens und damit auch den Limes und das Kastell Lorch auf (Limesfall); die Römer zogen sich nach Westen hinter den Rhein, nach Süden hinter den Bodensee und den Hochrhein und nach Osten hinter die Iller zurück (Donau-Iller-Rhein-Limes). Germanen, von den Römern Alamannen genannt, rückten nach und ließen sich in dem von den Römern geräumten Gebiet nieder.

### Mittelalter

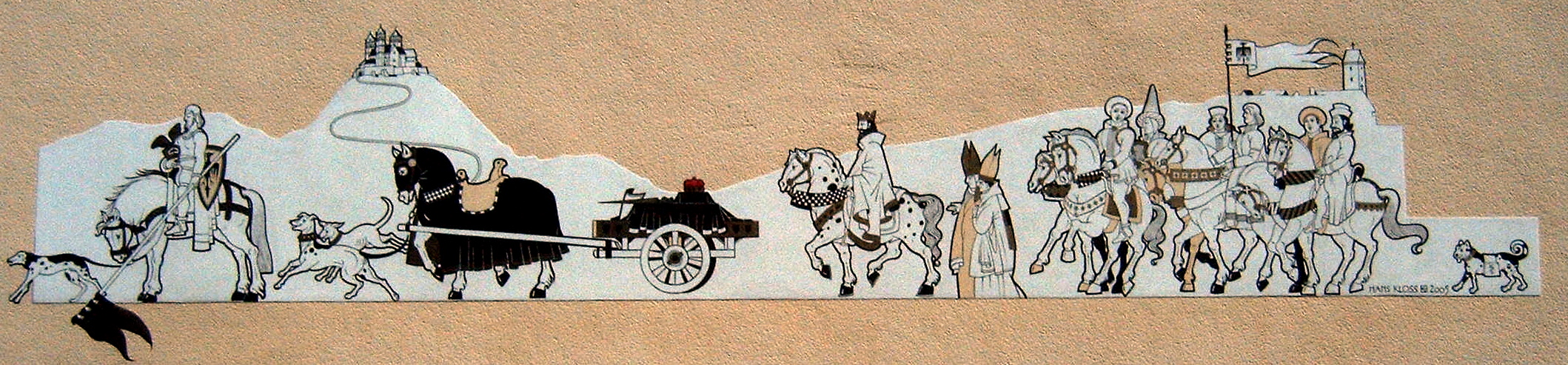
Umbettung Friedrichs I. in das Kloster (Wandmalerei von Hans Kloss)

Die frühmittelalterliche Ortsgeschichte liegt im Dunklen; es ist unklar, ob der Ort fortwährend besiedelt war. In der Mitte des 11. Jahrhunderts (um 1060) wurde durch den schwäbischen Pfalzgraf Friedrich II. und seine Frau Adelheid ein Augustiner Chorherrenstift bzw. Kollegiatstift an der im Dorf gelegenen Pfarrkirche gegründet. Es war Grabstätte der Vorfahren der Staufer.
Um 1100 stifteten die Staufer das Kloster Lorch, eine Benediktinerabtei, als ihr Hauskloster auf dem Berg, wo sich ungesicherter Überlieferung zufolge eine Burg befand. Das Kloster bestimmte von nun ab die Geschicke des Ortes. Konrad III. ließ seine in der Pfarrkirche begrabenen Vorfahren in das Kloster umbetten. Lorch wurde im 12. Jahrhundert in verschiedenen Schriftstücken unter den Namen Loricha und Lorche geführt, auf Lateinisch als Laureacus und Laureacum monasterium.
Das Kloster kam im 13. Jahrhundert unter die Vogtei der Grafen von Württemberg. Das Stift an der Pfarrkirche wurde in der zweiten Hälfte des 14. Jahrhunderts aufgehoben. Das Dorf hatte im ausgehenden Mittelalter das Marktrecht. An zentralen Einrichtungen bestanden ein Gericht und eine Badestube.

### Neuzeit

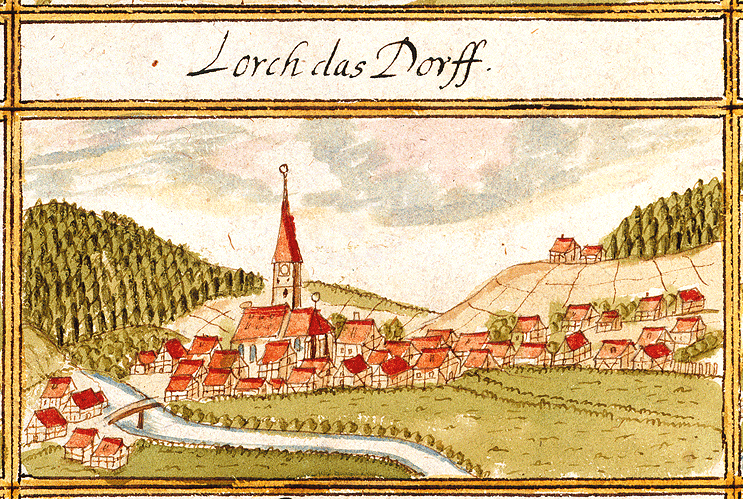
Ortsansicht von Andreas Kieser, 1685

Herzog Ulrich ließ 1535 die Reformation in Lorch einführen. Im Gefolge des Schmalkaldischen Krieges wurden 1548 zunächst wieder katholische Gottesdienstformen eingeführt, aber ab 1553 waren wieder evangelische Pfarrer eingesetzt. Ein weiteres Ergebnis der Reformation war die Einführung einer Schule, für die um 1560 ein eigenes Gebäude gebaut wurde. Als Kloster des Herzogtums Württemberg wurde das Kloster Lorch im 16. Jahrhundert aufgehoben.
Durch den Dreißigjährigen Krieg ging die Einwohnerzahl Lorchs auf ein Drittel zurück. In den folgenden Jahrzehnten setzte ein reger Wiederaufbau ein. 1660 konnte Lorch das vor dem Krieg verlorene Recht wieder erlangen, zwei Jahrmärkte abzuhalten. 
1762 zog der Offizier Johann Kaspar Schiller mit seiner Familie nach Lorch. Mit dem Ende des Siebenjährigen Kriegs war Schiller nach Schwäbisch Gmünd versetzt worden, jedoch zog es die Familie vor, in Lorch zu wohnen. Friedrich Schiller besuchte im Alter von 5 Jahren die Dorfschule in Lorch und wurde von Pfarrer Moser auf die Hohe Karlsschule vorbereitet. Moser prägte den jungen Schiller wohl so sehr, dass er später eine Person im Schlussakt der Räuber nach Moser benannte. Der Aufenthalt der Familie Schiller währte jedoch nur kurz: Bereits 1765 wurde Johann Kaspar Schiller an seine alte Garnison nach Ludwigsburg zurückversetzt.

### 19. Jahrhundert
Nach der Gründung des Königreichs Württemberg erfolgten umfangreiche Anpassungen in der Verwaltungsgliederung des Landes. So war Lorch von 1810 bis 1819 Sitz eines Oberamtes, welches danach wieder zurück nach Welzheim verlegt wurde. 1831 und 1832 erhielt Lorch Berechtigungen für weitere zwei Märkte.

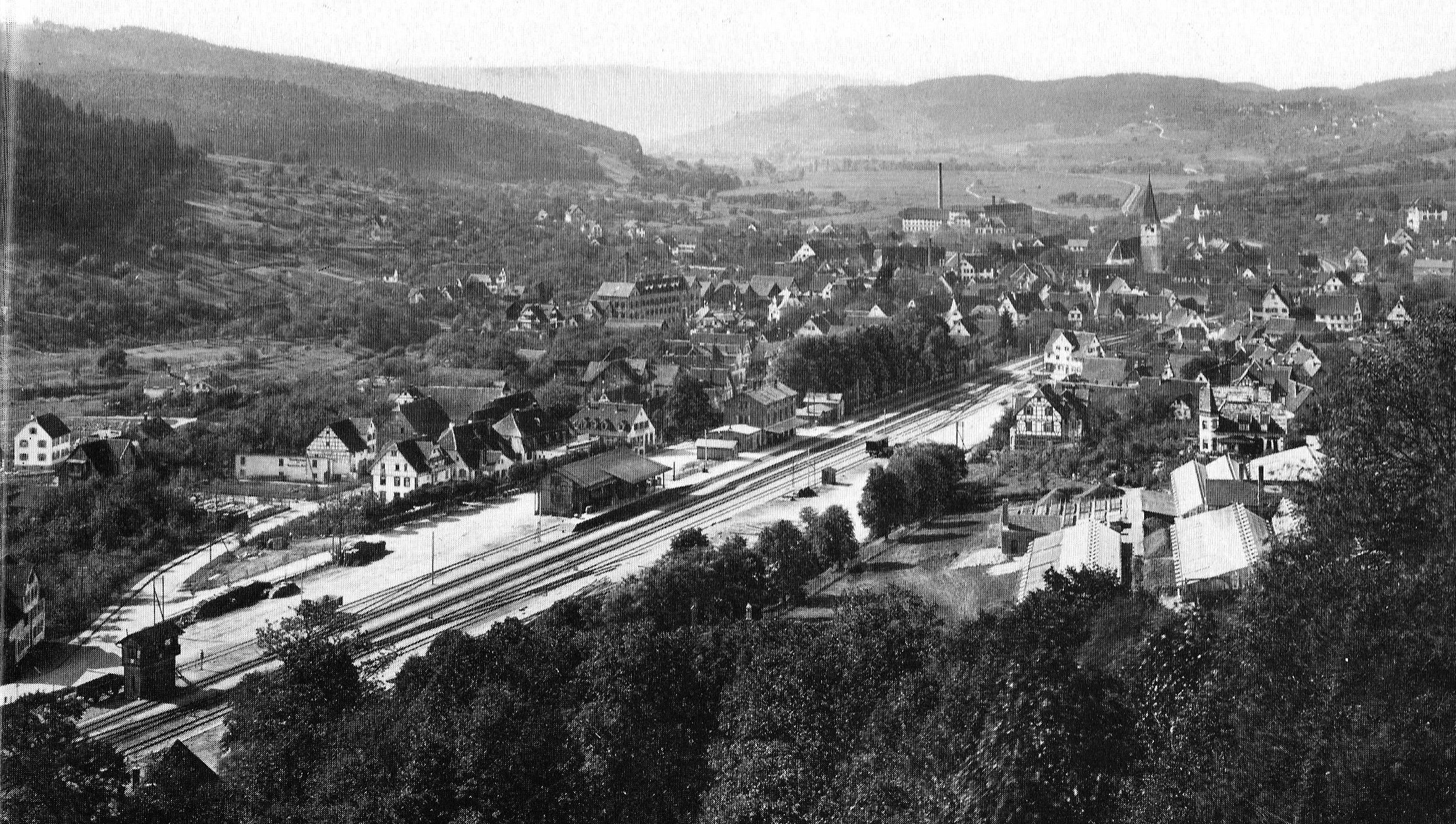
Ansicht vom Kloster, um 1895

Mit der Eröffnung des Abschnittes Bad Cannstatt–Wasseralfingen der Remsbahn 1861 war Lorch ans Schienennetz der Württembergischen Staatseisenbahnen angeschlossen und es gewann nun der Fremdenverkehr wirtschaftliche Bedeutung; Unterkunftsmöglichkeiten wurden aus- und neugebaut. Am 22. Juni 1865 erhob König Karl Lorch zur Stadt. Neben der Stadtverwaltung förderte ein Verschönerungsverein den Fremdenverkehr, und Lorch stellte sich als Luftkurort auf. 1867 zog Eduard Mörike mit seiner Frau Margarete nach Lorch, da sie der hektischen Großstadt Stuttgart entfliehen wollten. In Lorch genoss Mörike die gute Luft und ließ sich im Alter von 63 Jahren zum Töpfer ausbilden. Mörike verschenkte seine selbst hergestellten Blumentöpfe an seine Freunde, so auch an Moritz von Schwind, der ihn in Lorch besuchte. Weitere Gäste waren Friedrich Theodor Vischer und Berthold Auerbach. Für 1898 waren 464 Kurgäste ausgewiesen, darunter 64 Ausländer.
Parallel dazu wurden Industriebetriebe gegründet. Die 1876 gegründete Nudelfabrik Gebrüder Daiber hatte 1904 125 Beschäftigte und war damit wichtigster Arbeitgeber am Ort. Sie wurde 1893 auch der erste Verwender von Elektrizität am Ort. Der selber generierte Strom wurde auch an Privathäuser im Ort geleitet.

### Zeit des Nationalsozialismus
Bei den Wahlen zu Beginn der 1930er Jahre schnitt die NSDAP in Lorch und Waldhausen deutlich überdurchschnittlich ab; so erhielt sie bei der Reichstagswahl 1933 in Lorch 56,5 % der Stimmen, gegenüber 41,9 % im Land Württemberg und 43,9 % im Reich. Im Hintergrund stand die hohe Arbeitslosenzahl, die für Lorch im Januar 1932 340 betrug. Dazu trug die Stilllegung des größten Arbeitgebers, der Nudelfabrik Daiber, durch einen Großbrand 1930 bei. Dagegen befand sich unter acht Gründungsmitgliedern der NSDAP-Ortsgruppe von 1932 kein einziger Arbeitnehmer; die Partei wurde in Lorch von mittelständischen Unternehmerfamilien getragen, die sechs der Gründungsmitglieder stellten; Ortsgruppenleiter war der Briefmarkenhändler Hermann E. Sieger.
Infolge der Gleichschaltung wurde zunächst der Gemeinderat von 16 auf 10 Mitglieder reduziert. In der ersten Sitzung wurden Straßen und Plätze nach Hindenburg, Hitler und Wilhelm Murr umbenannt. Bis Mai 1934 gelang es der NSDAP, alle Gemeinderäte, die nicht NSDAP-Mitglied waren, aus dem Amt zu drängen.
In Lorch lebten zu Beginn der NS-Herrschaft, soweit bekannt, keine Juden. Umherziehende jüdische Händler wurden jedoch aus dem Lorcher Geschäftsleben ausgegrenzt. Der NS-Rassenhygieneideologie fielen mehrere behinderte Menschen aus Lorch und den heutigen Stadtteilen in der Tötungsanstalt Grafeneck zum Opfer.
Bei der Verwaltungsreform während der NS-Zeit in Württemberg gelangte Lorch 1938 zum Landkreis Schwäbisch Gmünd.
Am 19. April 1945 marschierten Soldaten der 44. Infanteriedivision der US-Armee, von Norden über das Gehöft Bruck kommend, in Lorch ein. Bürgermeister Scheufele hatte zusammen mit Teilen der örtlichen NS-Spitze eine geplante Verteidigung der Stadt durch den Volkssturm verhindern können. So wurden die Amerikaner mit weißer Fahne am Kloster empfangen. Durch den Zweiten Weltkrieg starben insgesamt 256 Menschen aus den heutigen Lorcher Stadtteilen; 64 blieben vermisst.

### Nachkriegszeit
1945 wurde Lorch Teil der Amerikanischen Besatzungszone und gehörte somit zum neu gegründeten Land Württemberg-Baden, das 1952 im jetzigen Bundesland Baden-Württemberg aufging.
Am 17. September 1945 setzte die amerikanische Besatzungsmacht den seit 1910 amtierenden Bürgermeister Wilhelm Scheufele ab und setzte provisorisch Theo Lauber ein, den am 2. April 1946 der vom ersten Nachkriegsgemeinderat gewählte Otto Bareiß ablöste.
1945 und 1946 brachten eine starke Zuweisung von Flüchtlingen nach Lorch; im Frühjahr 1946 waren rund 650 Personen aufgenommen.
Die heutige Stadt wurde am 1. Januar 1972 durch die Vereinigung der Stadt Lorch mit der Gemeinde Waldhausen gebildet.
1973 erfolgte die Kreisreform in Baden-Württemberg, bei der Lorch dem neu gebildeten Ostalbkreis zugeordnet wurde.

## Religionen
Seit Einführung der Reformation 1535 ist Lorch vorwiegend evangelisch geprägt. Es gibt drei evangelische Gemeinden (Lorch und Weitmars, Waldhausen) mit jeweils einer Kirche sowie einer Kapelle in Rattenharz. Es bestehen zwei römisch-katholische Gemeinden (Lorch und Waldhausen) mit jeweils einer Kirche. Die neuapostolischen Gemeinden von Lorch und Waldhausen haben sich 2008 anlässlich des Neubaus einer gemeinsamen Kirche vereinigt.

## Politik

### Gemeinderat
Der Gemeinderat von Lorch wird nach dem Verfahren der unechten Teilortswahl gewählt, das den fünf Stadtteilen von Lorch jeweils eine bestimmte Anzahl an Vertretern im Gemeinderat garantiert, wodurch sich jedoch durch Ausgleichsmandate die Gesamtzahl an Mitgliedern verändern kann. Seit der letzten Wahl am 9. Juni 2024 umfasst der Gemeinderat insgesamt 24 Mitglieder, die für eine Amtszeit von fünf Jahren gewählt sind. Die Wahl führte dabei zu folgendem Ergebnis:
| Partei/Liste | Sitze | G/V |
| ------------ | ----- | --- |
| CDU          | 9     | ± 0 |
| FWV          | 9     | ± 0 |
| SPD          | 6     | −1  |

G/V = Gewinne oder Verluste im Vergleich mit der Wahl 2019
Der Arbeitskreis Ökologie und Umwelt (AKÖ) ist ein vom Gemeinderat eingerichtetes aus Bürgern bestehendes Gremium, das den Gemeinderat in ökologischen Fragen berät und das öffentliche Umweltbewusstsein fördern soll. Es trat am 22. Juni 1990 zum ersten Mal zusammen und hielt seitdem bis Juni 2010 81 Sitzungen.

### Bürgermeister
- 1910–1945: Wilhelm Scheufele
- 1945–1946: Theo Lauber
- 1946–1954: Otto Bareiß
- 1954–1972: Walter Frank
- 1972–1980: Walter Kübler
- 1980–1996: Werner Steinacker
- 1996–2020: Karl Bühler
- Seit 2020: Marita Funk

### Wappen
| Wappen der Stadt Lorch | Blasonierung: „In gespaltenem Schild vorne in Gold (Gelb) der schwarze Großbuchstabe L, hinten in Schwarz ein goldener (gelber) Löwe.“ |
| Wappen der Stadt Lorch | Wappenbegründung: Die Initiale L ist seit 1512 in Siegeln des früheren Marktfleckens Lorch belegt. Im Jahre 1934 gelangte der staufische Löwe in das Wappen der 1865 zur Stadt erhobenen ehemaligen Gemeinde. Die Farben und der Löwe aus dem Wappen der staufischen Herzöge von Schwaben werden seither als Hinweise auf deren Beziehungen zu den Stadtteilen Lorch (Stifts- und Klostergründung sowie Grablege) und Waldhausen (Burg) verstanden. Der am 1. Januar 1972 durch Vereinigung zweier Orte entstandenen neuen Stadt Lorch hat das Landratsamt Ostalbkreis am 11. Juli 1978 das Wappen ihrer gleichnamigen Vorgängerin samt deren Flagge verliehen. |

### Städtepartnerschaft
Aufgrund der gemeinsamen staufischen Vergangenheit ist die Stadt Oria (Apulien) seit 1972 Partnerstadt von Lorch. Bekannt wurden die Fahnenschwinger von Oria, welche auch gelegentlich bei größeren Veranstaltungen in Lorch auftreten. Mit Aflenz in der österreichischen Steiermark bestehen freundschaftliche Beziehungen.

## Kultur und Sehenswürdigkeiten

### Bauwerke
- Hauptattraktion ist das Kloster Lorch auf dem Klosterberg. Im Kapitelsaal des Klosters zeigt ein 100 m² großes Rundbild die Geschichte des Staufergeschlechts. Es ist ein 2002 fertiggestelltes Werk des Lorcher Künstlers Hans Kloss.
- Neben den Klostergebäuden erinnert eine Nachbildung eines hölzernen, römischen Wachtturmes an den Verlauf des Obergermanisch-Raetischen Limes. Ganz in der Nähe lag die Grenze zwischen den römischen Provinzen Obergermanien und Rätien. Die Nachbildung des Wachtturmes ist nicht originalgetreu, so sind an allen Limes-Abschnitten südlich des Mains nur steinerne Wachttürme verbürgt. In der Regel befand sich der Eingang im ersten Stockwerk und war über eine Leiter zu erreichen. Die hier gezeigte Blockbauweise war für römische Holzbauwerke untypisch.
- Beim heutigen Elisabethenberg oberhalb des Ortsteils Waldhausen befand sich eine Burg staufischer Dienstleute.
- Die in moderner Architektur ausgeführte katholische Kirche St. Konrad wurde im November 1961 geweiht. Eine Vorgängerkirche bestand seit 1910, sie war jedoch durch den Zuzug von Katholiken nach dem Zweiten Weltkrieg zu klein geworden.[28]
- Das am 18. Juli 1892 eingeweihte Schulhaus[12] am Schillerplatz hatte getrennte Gebäudehälften für Mädchen und Jungen. Heute dient ein Teil als Bürgerhaus, ein Teil als Stadtbücherei.
- Das Schillerhaus gilt irrtümlicherweise als das Haus, in dem der Dichter Friedrich Schiller als Kind von 1764 bis 1766 in Lorch lebte.

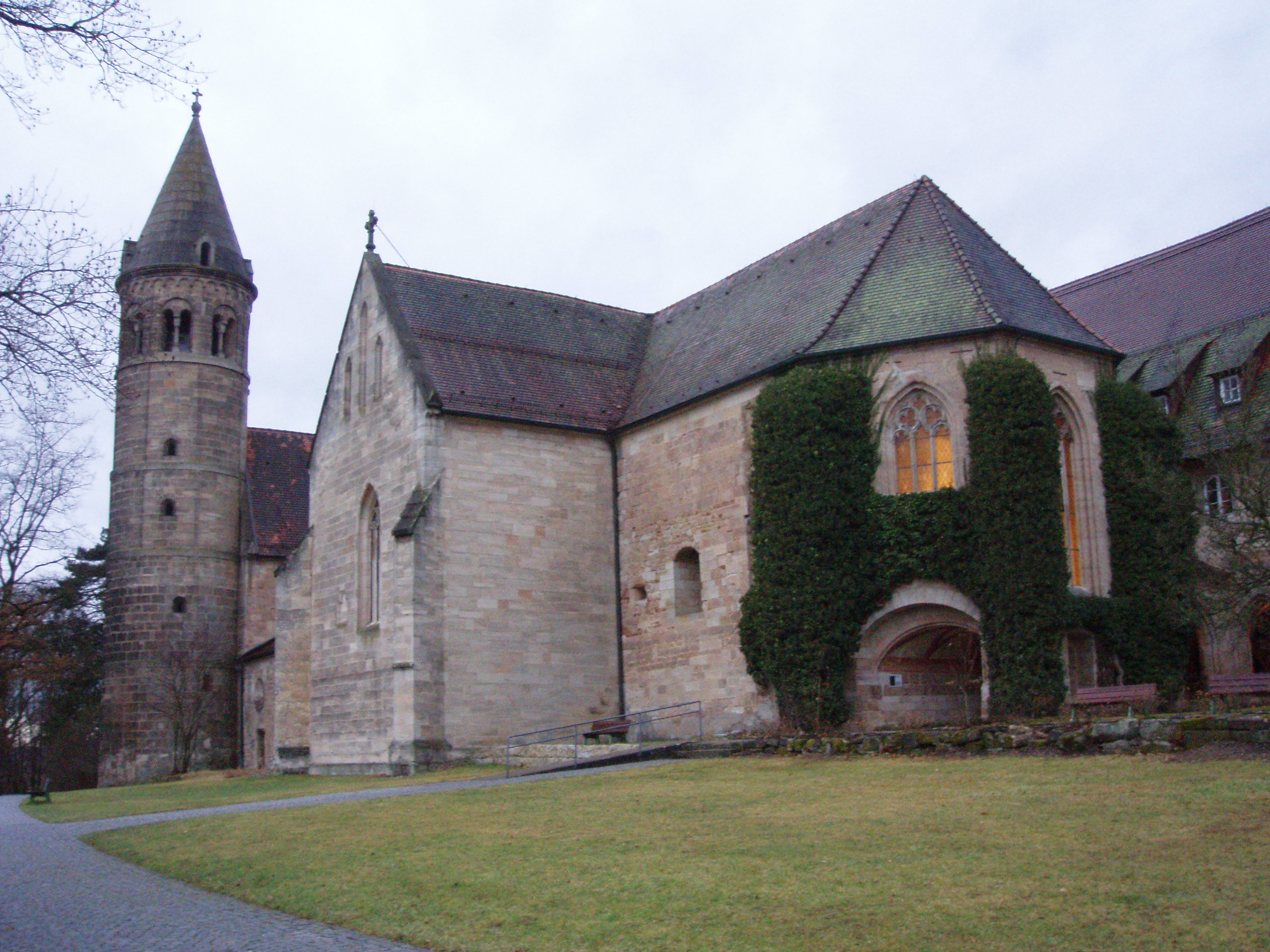
Kloster Lorch
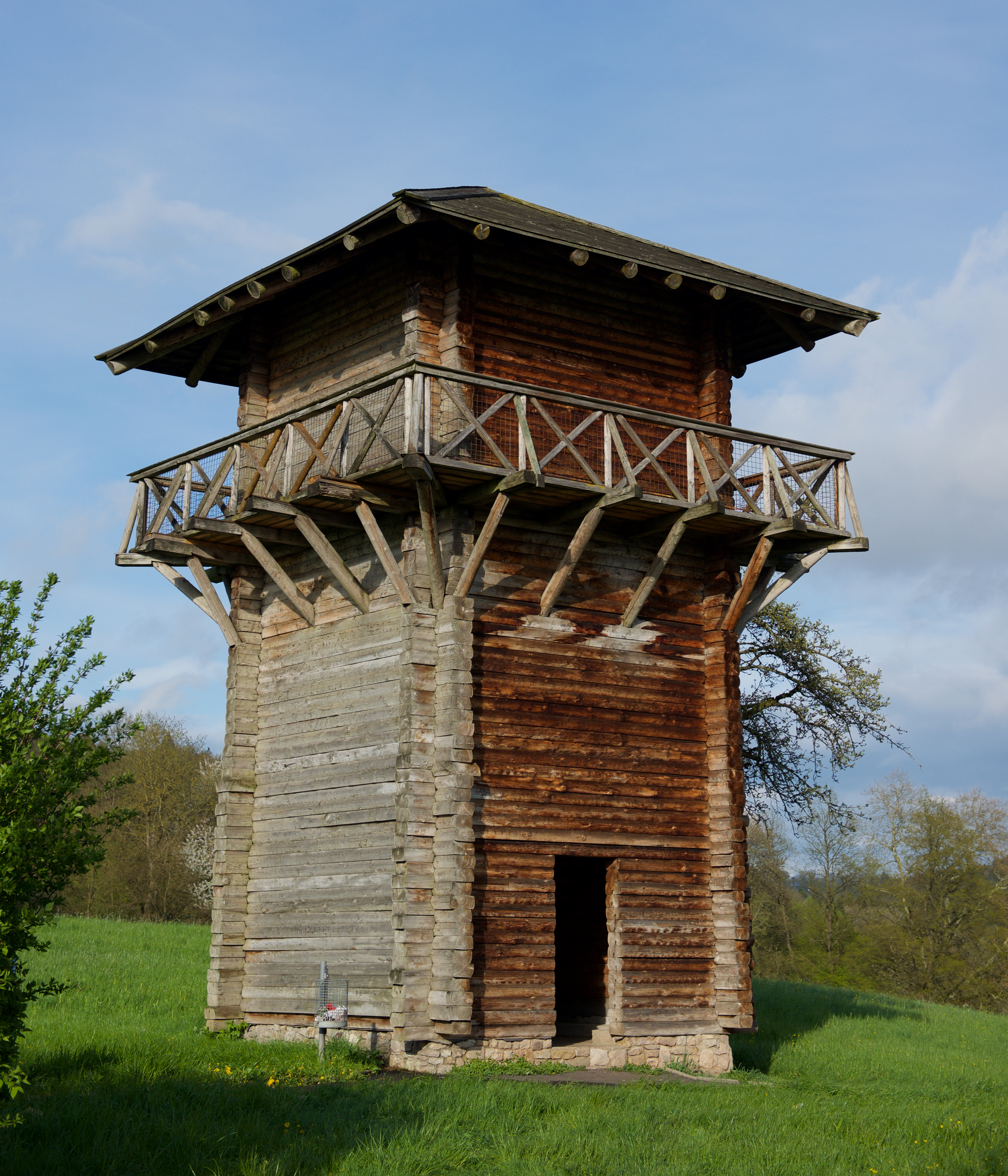
Limeswachturm bei Lorch
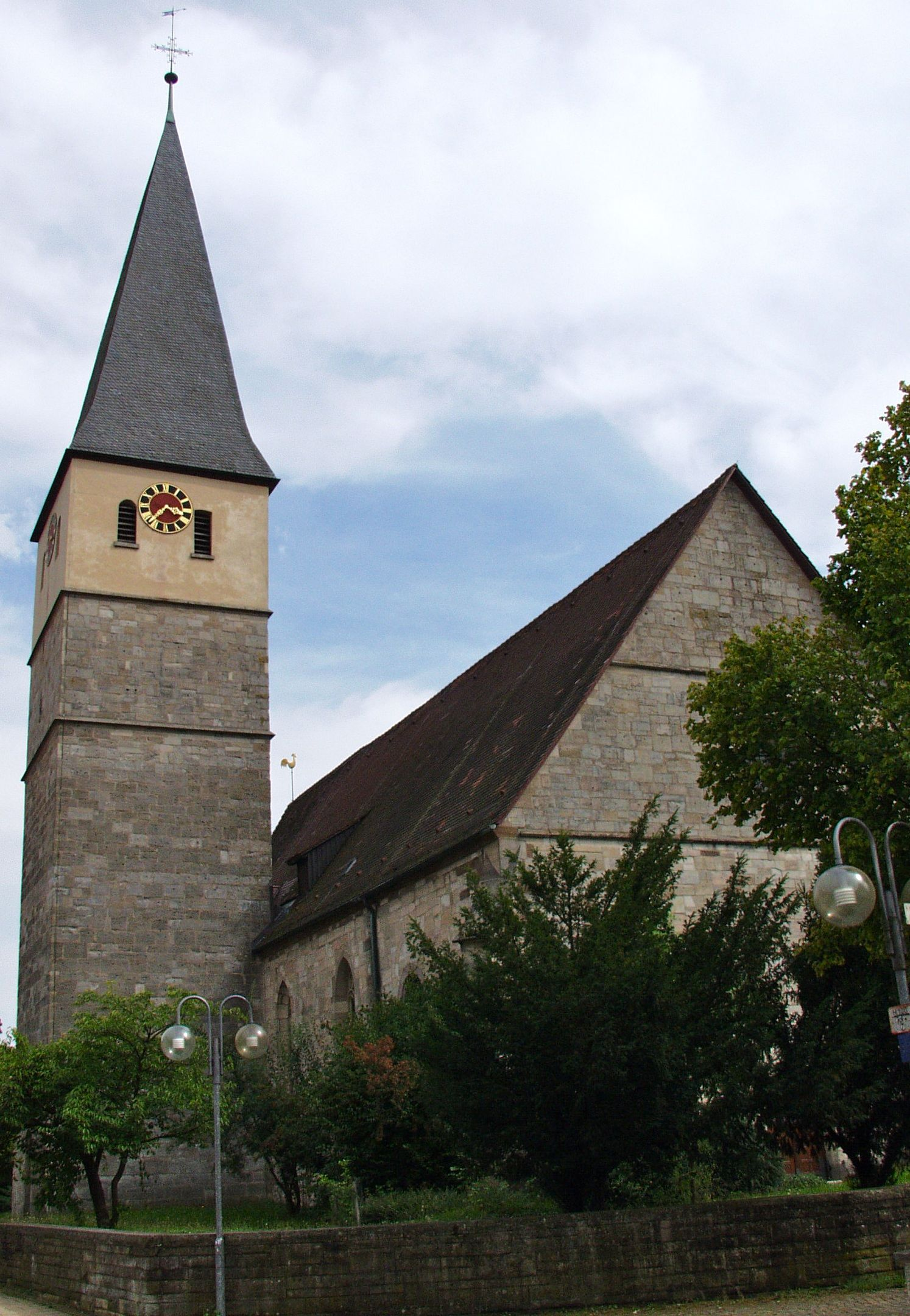
Evangelische Stadtkirche
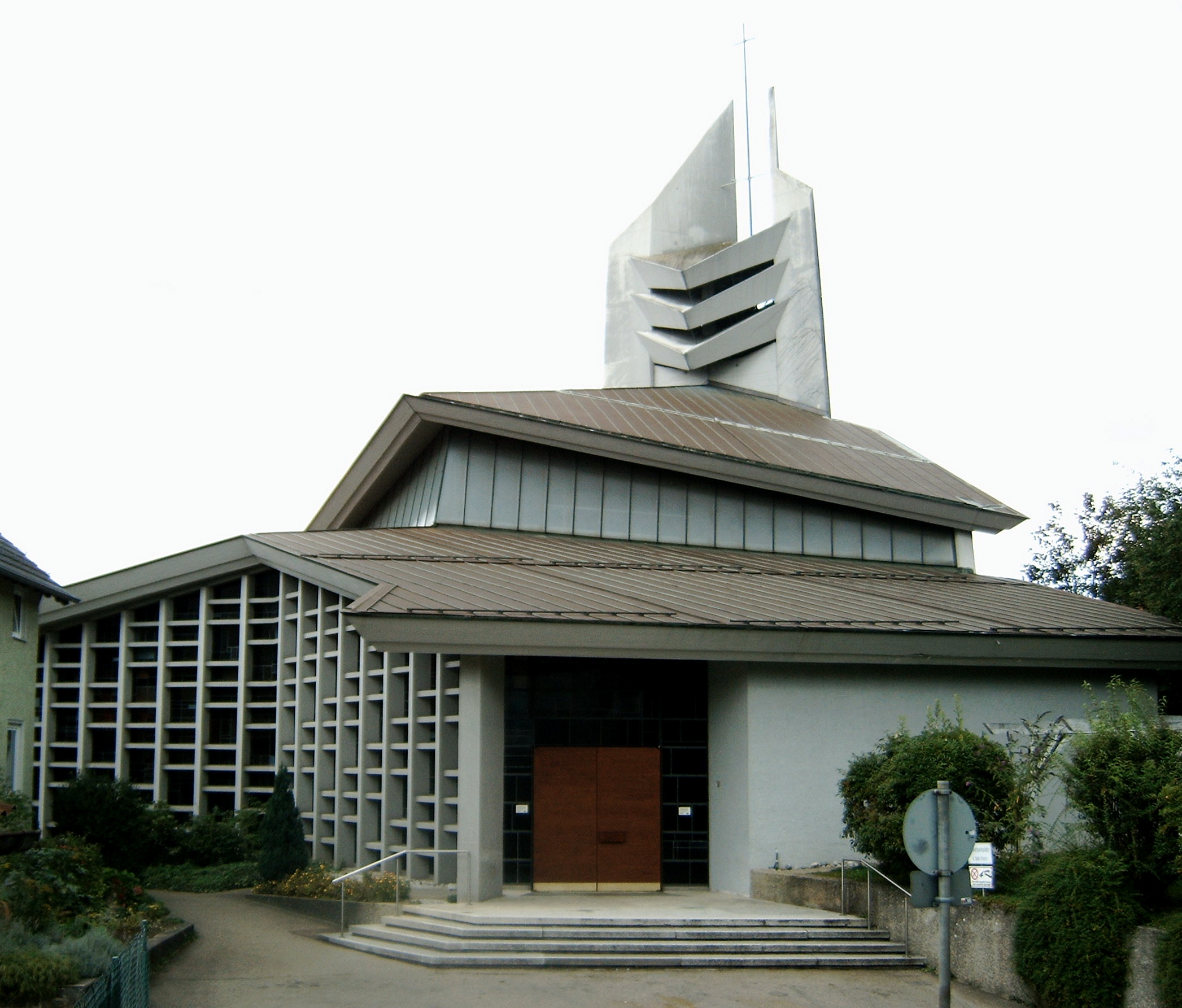
Katholische Kirche St. Konrad
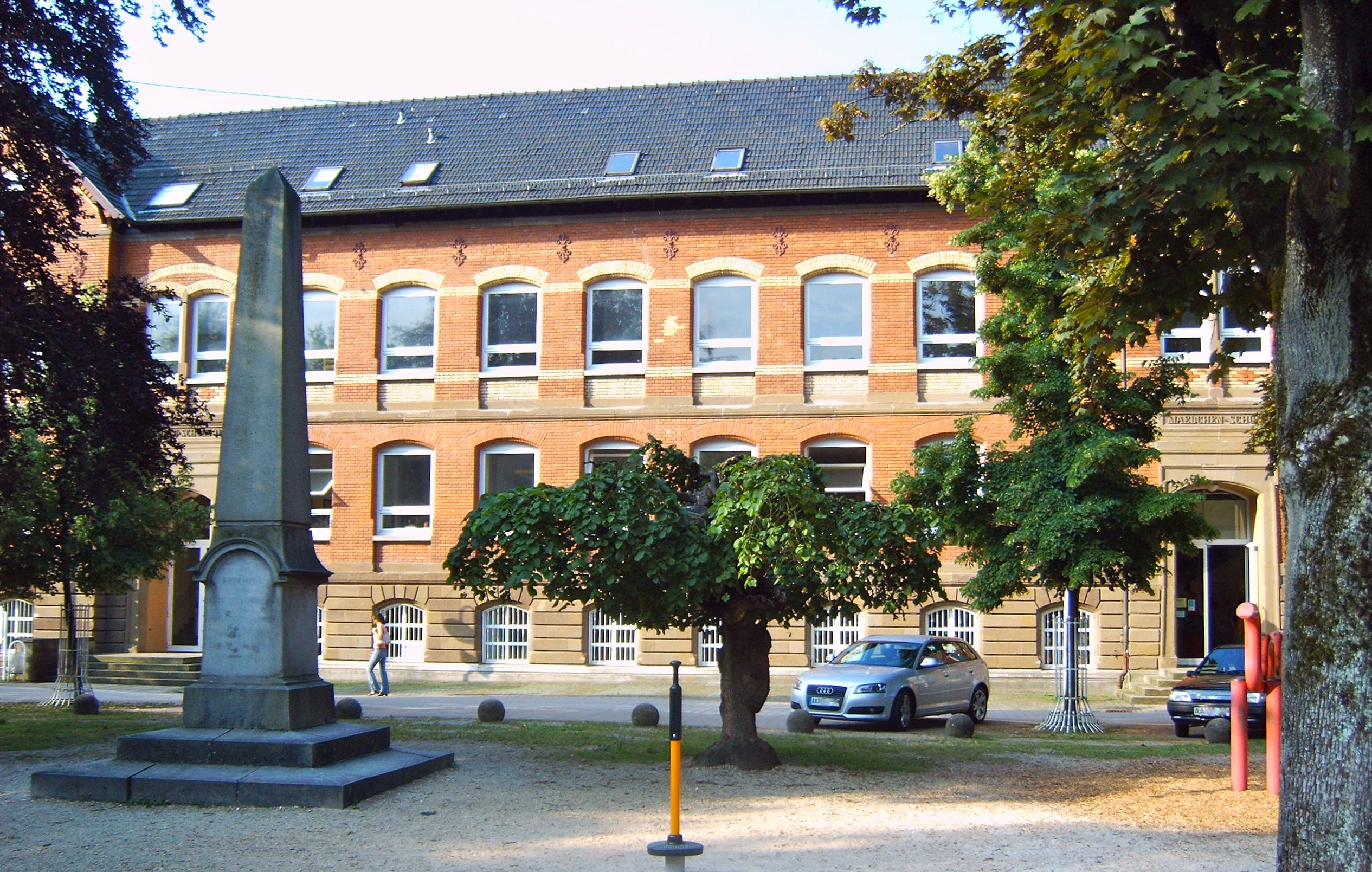
Schule von 1892, heute Bürgerhaus, vorne Denkmal an den Deutsch-Französischen Krieg

### Weltkulturerbe
Seit dem 15. Juli 2005 ist der Obergermanisch-Rätische Limes mit dem Limesknie in Lorch UNESCO-Welterbe.

### Remstal-Gartenschau 2019

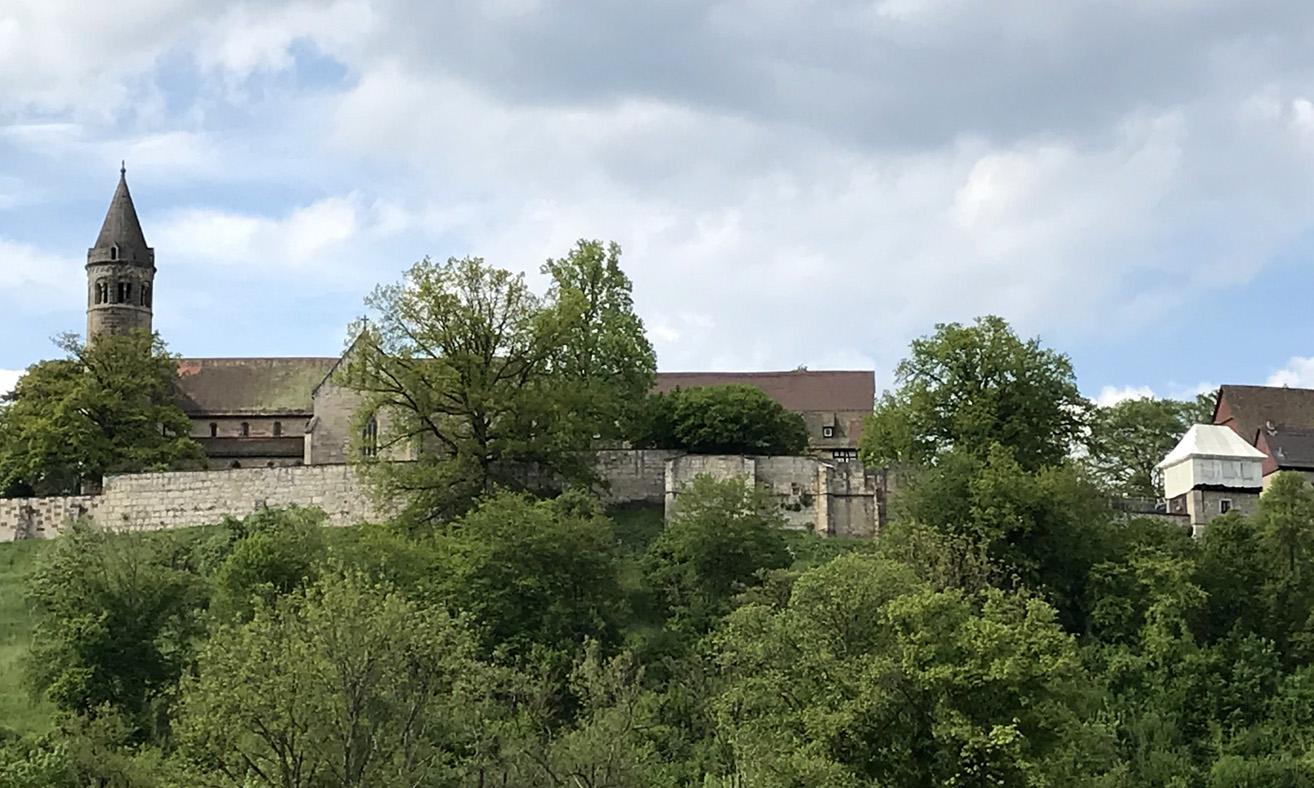
Weiß verhülltes „Luginsland“ während der Remstal-Gartenschau 2019

Vom 10. Mai bis 20. Oktober 2019 fand im Remstal ein Grünprojekt des Landes Baden-Württemberg statt, an dem sich auch Lorch beteiligte.
Diese Remstal-Gartenschau 2019 gehört zu den „kleinen“ Gartenschauen, die sich jährlich mit den Landesgartenschauen abwechseln.
In diesem Zusammenhang wurde das Remsufer beim Zulauf des Götzenbachs als „Remsgarten“ gestaltet. Flussabwärts ist bei Waldhausen der Ort, an dem die Rems die Hälfte ihres Weges zwischen Quelle und Mündung zurückgelegt hat, seit 2018 mit einem steinernen Monolith und einem Steinkreis als „Remsmittelpunkt“ gekennzeichnet. An den „16 Stationen“, dem Architekturprojekt der Gartenschau, beteiligte sich Lorch mit dem „Gehäkelten Haus“. Hierzu wurde das „Luginsland“ im Kloster Lorch mit einem 130 Quadratmeter großen gehäkelten weißen Überwurf aus wetterfestem Nylon verhüllt. Außerdem wurden der Schillerplatz und der Kirchhof der Evangelischen Stadtkirche neu gestaltet.

### Naturdenkmäler
Die Lorcher Baggerseen sind ein am 5. November 1981 ausgewiesenes, 18,5 Hektar großes Naturschutzgebiet, das zwischen Lorch und Waldhausen liegt und von der Bundesstraße 29, der Rems und dem mündenden Walkersbach umschlossen ist. Es umfasst Weichholzauen und Bereiche, die sich zu Hartholzauen entwickeln, und ist Lebensraum stark gefährdeter Pflanzen und Tiere, insbesondere von Vögeln.
Daneben gibt es in Lorch vier Landschaftsschutzgebiete – das Aimersbachtal, die Gebiete um Welzheim und Walkersbacher Tal, das Götzenbachtal und das Haselbachtal, drei Schonwälder – Klosterwäldle, Schillergrotte und Steindobel – sowie 19 flächenhafte und 11 Einzel-Naturdenkmäler.
Zu den Naturdenkmälern zählen acht im Wald nordwestlich des Klosters bei 48° 48′ 31,3″ N, 9° 42′ 32,5″ O stehende Wellingtonien (amtlicher Name: 9 Wellingtonien), die auf eine Sendung von 50 einjährigen Pflanzen im Jahr 1866 aus der Wilhelma-Saat an das ehemalige in Lorch ansässige Forstamt Welzheim zurückgehen.
Bis 1955 stand vor dem Kloster die etwa 1000 Jahre alte Barbarossa-Linde oder Hohenstaufen-Linde.
Die im Wald zwischen Lorch und Alfdorf gelegene Schelmenklinge gilt als älteste Touristenattraktion Lorchs. 1885 legte der örtliche Verschönerungsverein einen Fußweg durch dieses von Sandsteinfelsen umgebene Tal an; seit vermutlich vor 1932 werden dort im Sommerhalbjahr auf 500 Metern Länge Wasserspiele aufgestellt, die der durchfließende Bach antreibt. Seit 1996 betreut der Schwäbische Albverein Weg und Wasserspiele.

### Vereine
- Der TSV Lorch 1884 ist ein Mehrspartenverein, unter anderem mit den Abteilungen Handball, Leichtathletik und Turnen, und hat nach eigenen Angaben rund 1200 Mitglieder.
- Der Musikverein Stadtkapelle Lorch ist ein über hundert Jahre alter Verein, mit zwei Blaskapellen. Davon ist eine speziell für Jugendliche. Die Musik geht von Polka über Pop bis Rock.
- Der Athletik-Sport-Verein 1900 betrieb früher hauptsächlich Kraft-Sportarten (Gewichtheben, Kraftdreikampf) und nahm an deutschen Meisterschaften im Kugel-Jonglieren und Gewichtwerfen teil. Heute bestehen die Abteilungen Aikidō und Karate.
- Der Fußballverein Sportfreunde Lorch 1911 spielt mit der erste Herrenmannschaft in der Bezirksliga und mit der zweite Herrenmannschaft in der Kreisliga B (Saison 2016/2017)
- Der Radfahrer-Verein Lorch 1924 ist im Kunstradfahren aktiv.
- Die Schützengilde Lorch besitzt ein Schützenhaus im Aimersbachtal und widmet sich dem Schießsport und dem Bogensport. Das Schützenhaus verfügt über Schießstände über 10 m, 25 m, 50 m, 100 m und über eine 90-m-Bogenwiese. Der Verein hat ca. 135 Mitglieder (2014).

### Regelmäßige Veranstaltungen
Der nach dem Wappentier benannte Löwenmarkt – jährlich im Mai oder Anfang Juni – ist das größte Stadtfest Lorchs. Es findet seit 1972 statt. Weitere Straßenmärkte finden zu Erntedank und zu Martini in der Altstadt statt.
Die Lorcher Fasnetgesellschaft wurde 1997 gegründet und veranstaltet seit 1998 jährlich einen Faschingsumzug; für 2008 wurden 53 Gruppen erwartet.

## Wirtschaft und Infrastruktur

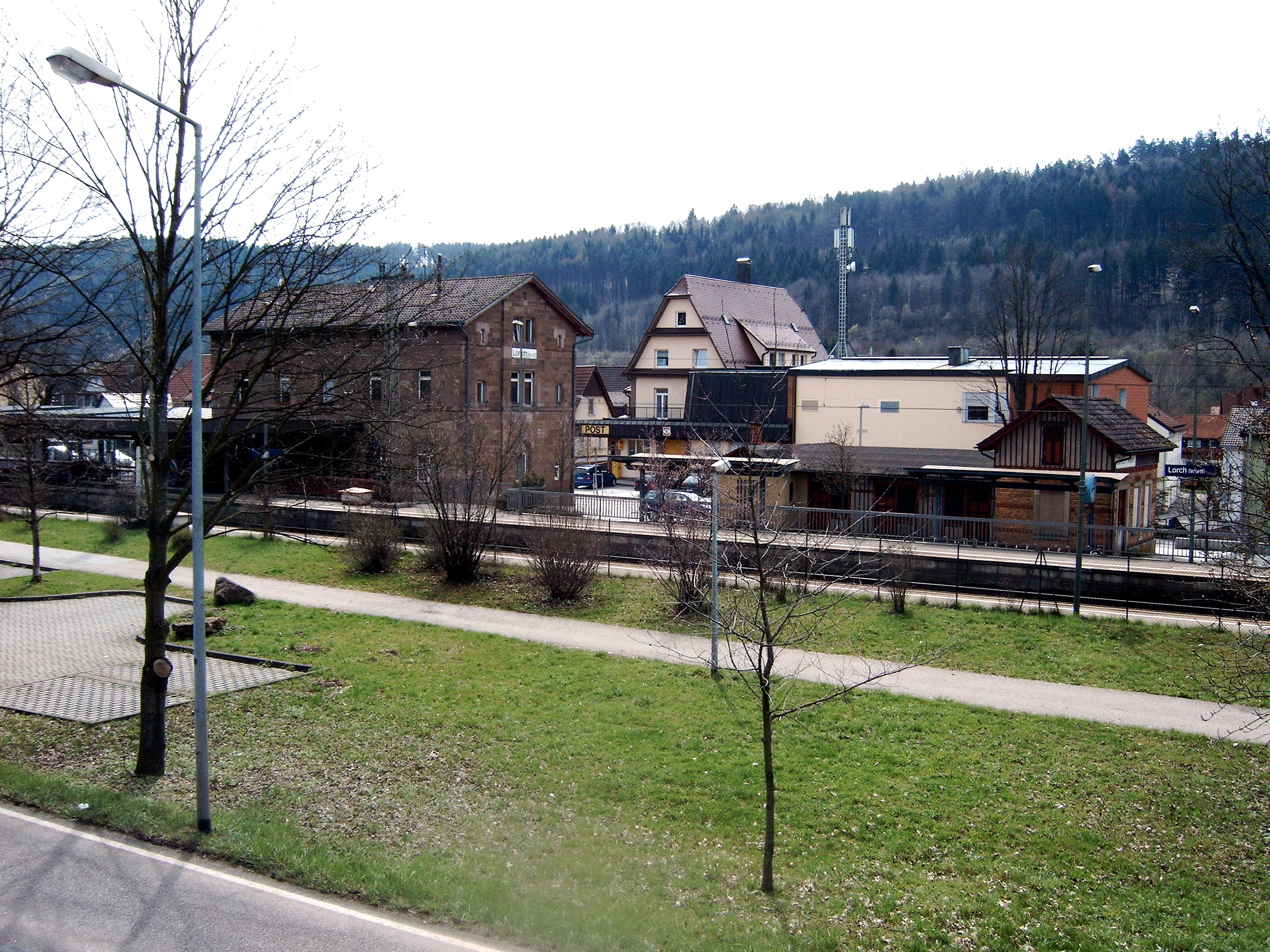
Bahnhof Lorch

### Verkehr

#### Öffentliche Verkehrsmittel
Entlang des Remstales verläuft die Remsbahn (Stuttgart–Aalen), die den Bahnhof Lorch und den Haltepunkt Waldhausen bedient. Buslinien werden vom Omnibusverkehr Göppingen und weiteren Unternehmen betrieben. Bahn- und Buslinien des öffentlichen Personennahverkehrs können zu Tarifen von OstalbMobil sowie, bei Fahrten von oder zu Stationen außerhalb Lorchs im VVS-Gebiet, zum VVS-Tarif benutzt werden.

#### Straßen
Lorch liegt an der hier vierspurigen Bundesstraße 29 (Waiblingen–Nördlingen). Die nördlich der Bahnstrecke verlaufende alte B 29 wurde 1938–1940 für die damalige Reichsstraße 29 gebaut. Lorch ist Ausgangspunkt der Bundesstraße 297, die über Göppingen nach Tübingen führt.

#### Radverkehr
Durch eine Alltagsroute aus dem Radnetz Baden-Württemberg ist Lorch über den Ortsteil Waldhausen und über Plüderhausen mit Schorndorf und in der anderen Richtung mit Schwäbisch Gmünd verbunden.
Durch Lorch verläuft als Landes-Radfernweg der Remstal-Radweg. Er führt ab Aalen über Essingen, Schwäbisch Gmünd und Schorndorf zur Mündung der Rems in den Neckar in Remseck und von dort weiter durch Fellbach und Kernen im Remstal nach Weinstadt.
Durch den Ort führt außerdem der Deutsche Limes-Radweg. Er folgt dem Obergermanisch-Raetischen Limes über 818 km von Bad Hönningen am Rhein nach Regensburg an der Donau.

#### Wanderwege
Durch Lorch verläuft der insgesamt 245 Kilometer lange „Limes-Wanderweg“ (HW 6) von Miltenberg am Main nach Wilburgstetten an der Wörnitz. Beim Kloster beginnen/enden sowohl der „Schwäbische-Alb-Oberschwaben-Weg“ (HW 7), der über 240 Kilometer nach Friedrichshafen am Bodensee führt, sowie der „Stromberg-Schwäbischer-Wald-Weg“ (HW 10), der über 170 Kilometer nach Pforzheim verläuft. Alle drei Hauptwanderwege werden vom Schwäbischen Albverein betreut.

### Ansässige Unternehmen
Die Firma Binz stellte Rettungs-, Bestattungs- und andere Sonderfahrzeuge her. Sie hatte in Lorch ihren Hauptsitz. Sie war Ausstatter der Mobilen Hospitale der Bundeswehr. Binz stellte im Teilort Waldhausen auch Krankenwagen und andere Sanitätsfahrzeuge her. Die Binz GmbH & Co. KG in Lorch meldete am 5. Juni 2018 trotz voller Auftragsbücher wegen mangelnder Liquidität Insolvenz an. Das Unternehmen wurde ab 2019 aufgelöst.
Mahle Filtersysteme, ehemals Knecht, ein Unternehmen der Kfz-Zulieferindustrie, hat in Lorch eine Produktionsstätte. 2004 waren in Lorch rund 300 Menschen beschäftigt. Die Anlagen stehen auf dem Standort der ehemaligen Nudelfabrik Daiber.
Pfäffle Verpackungen ist ein 1880 in Welzheim gegründeter und seit 1886 in Lorch ansässiger Industriebetrieb, der Faltschachteln und andere Produkte aus Karton herstellt. Ein Beschäftigungshöhepunkt war 1925 mit 162 Mitarbeitern, 2019 sind es rund 70.
Von 1922 bis 2023 bestand die von Hermann E. Sieger gegründete gleichnamige Briefmarkenhandlung. 1971 leitete der damalige Unternehmensleiter einen Handel ein, der als Briefmarkenaffäre von Apollo 15 bekannt wurde.
Die Firma Aradex ist seit 1989 in Lorch und beschäftigt rund 70 Personen. Sie ist ein Systemanbieter für elektromobile Antriebstechnik im Nutzfahrzeugbereich. 2019 gab Aradex bekannt, eine strategische Partnerschaft mit Weichai Power aus China einzugehen.

### Medien
Ab 1906 erschien in Lorch die Tageszeitung Lorcher Zeitung. Sie trug ab 1933 den Untertitel „Nationalsozialistische Tageszeitung“ und erschien bis 1935. Heute liegt Lorch im Verbreitungsgebiet der Rems-Zeitung und der Gmünder Tagespost, beide in Schwäbisch Gmünd ansässig.

### Bildung

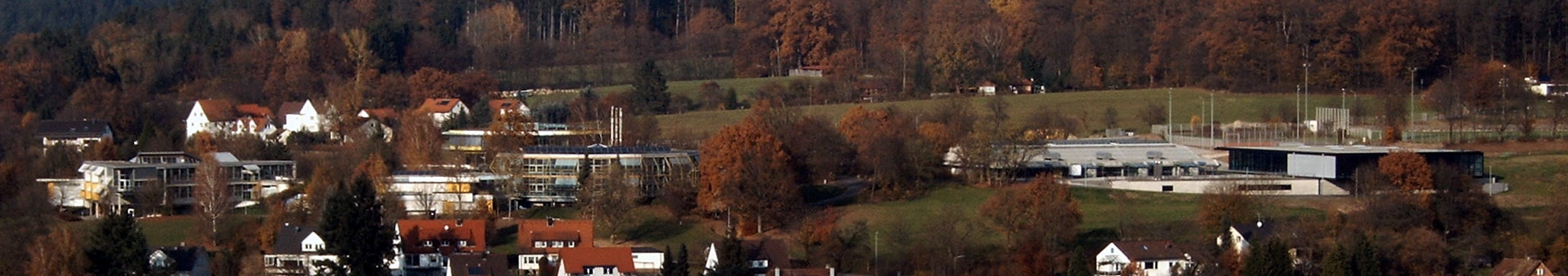
Schulzentrum Schäfersfeld: Gymnasium, davor Realschule, Sporthalle, Mensa

Die zentral gelegene Stauferschule, heute eine reine Grundschule, wurde 1961 eingeweiht.
1971 übernahm die Stadt das nördlich oberhalb des Zentrums gelegene Schäfersfeld aus Landesbesitz. Sie hat dort ein Schulzentrum aufgebaut; die Schäfersfeldschule, eine Verbundschule aus Realschule und Werkrealschule, und das Gymnasium Friedrich II. stehen dort. Die Stauferschule und die Schulen auf dem Schäfersfeld wurden vom Architekturbüro Behnisch & Partner gestaltet.
Weiterhin besteht in Waldhausen die Grundschule Waldhausen.

## Persönlichkeiten

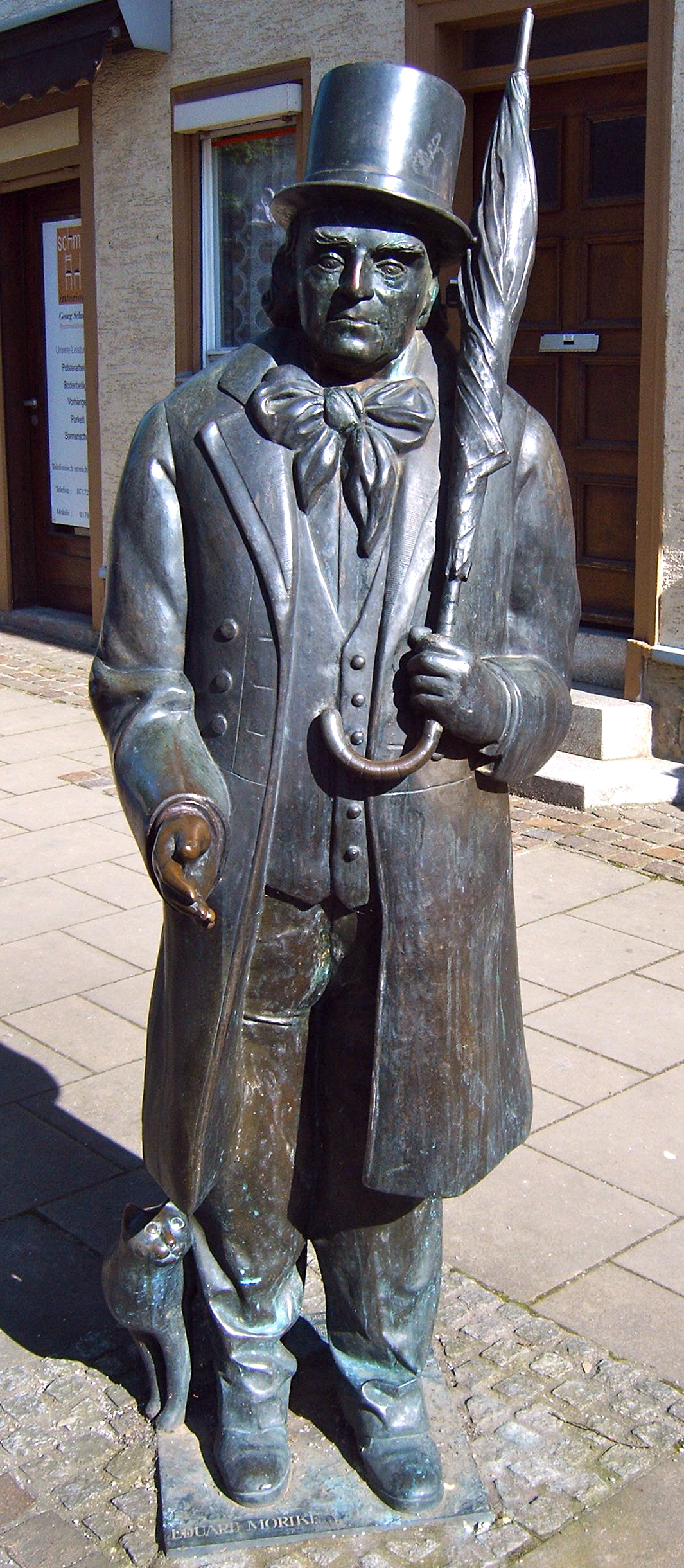
Eduard Mörike, Plastik von Maria Kloss in der Hauptstraße

### Ehrenbürger
- 2012: Walter Kübler (1924–2012), Bürgermeister von Waldhausen (1954–1971) und Lorch (1972–1980)[50]

### In Lorch geboren
- Matthias Hafenreffer (1561–1619), lutherischer Theologe
- Gaspar Ens (um 1570–1650), Historiker, Mathematiker, Schriftsteller und Übersetzer[51]
- Johann Christian Neu (1668–1720), Professor der Geschichte und Philologie sowie Rektor an der Universität Tübingen
- Johann Eberhard Rösler (1668–1733), Philosoph und Hochschullehrer
- Karl Philipp Conz (1762–1827), Dichter und Schriftsteller
- Sixt Jakob von Kapff (1765–1848), Theologe, Generalsuperintendent in Ludwigsburg
- Oscar Friedrich von Fraas (1824–1897), Pfarrer, Naturforscher und Geologe
- Johannes von Hieber (1862–1951) aus Waldhausen, Politiker (NLP, DDP), Staatspräsident von Württemberg
- Julius Fischer (1889–1953), deutscher Politiker
- Marga Elser (* 1945), Politikerin (SPD), Bundestagsabgeordnete von 1998 bis 2005
- Ben Akkaya (* 1983), deutsch-türkischer Schauspieler und Comedian

### Weitere Persönlichkeiten
- Laurentius Autenrieth (1483–1549), Abt des Klosters von 1525 bis 1548
- Jakob Magirus (1562/1564–1624), Kirchenlieddichter, Abt des Klosters von 1602 bis 1624
- Christoph Wölfflin (1625–1688), Abt des Klosters von 1671 bis 1680
- Friedrich Schiller (1759–1805) lebte von 1764 bis 1766 in Lorch, siehe Schillerhaus
- Eduard Mörike (1804–1875) lebte von 1867 bis 1869 in Lorch
- Hermann E. Sieger (1902–1954), Gründer der gleichnamigen Lorcher Briefmarkenhandlung und während der NS-Zeit Lorcher NSDAP-Ortsgruppenleiter
- Lise Gast (1908–1988), Schriftstellerin, gründete nach dem Zweiten Weltkrieg in Lorch einen Ponyhof, den sie in ihren Büchern thematisierte
- Hans Kloss (1938–2018), Maler und Grafiker, lebte und arbeitete ab 1969 in Lorch
- Mario Capezzuto (* 1952), ehemaliger Landtagsabgeordneter (SPD), lebt seit 1961 in Lorch
- Jello Krahmer (* 1995), Ringer, lebt seit 1998 in Lorch